# Rocca San Nicola
La Rocca San Nicola (a' Rocca di Santu Cola in siciliano) è un'isola dell'Italia sita nel mar Mediterraneo, in Sicilia.
L'isolotto si trova di fronte alla spiaggia della Rocca di San Nicola e del Pisciotto nel territorio di Licata, comune italiano della provincia di Agrigento.

## Storia

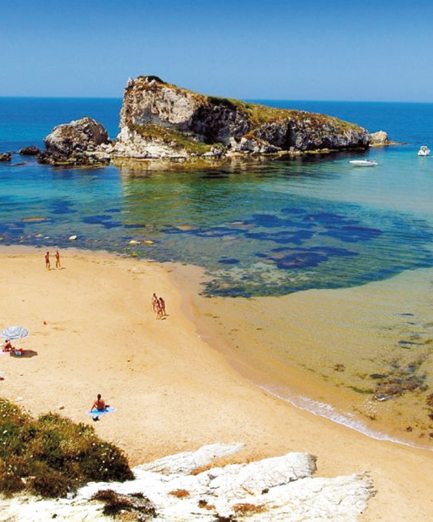
L'isolotto di San Nicola a Licata

Tracce di insediamenti umani risalenti al periodo greco-romano, sono stati rintracciati sulla sommità dell'isolotto. Esso era probabilmente unito con l'arenile da una striscia di sabbia che costituiva un'insenatura adatta ad essere utilizzata come porto naturale.
Nel basso mare antistante l'isolotto si trovano diversi relitti di imbarcazioni affondate negli anni, come rilevato da ricerche archeologiche subacquee fatte negli scorsi anni.
Nel corso di campagne archeologiche subacquee, sono stati recuperati reperti che sono ora esposti presso una sala del museo archeologico di Licata, il Museo archeologico della Badia.
Rocca San Nicola è una delle quattro spiagge in territorio di Licata (JOSS Sector) dove nelle prime ore della notte del 10 Luglio 1943 ebbe inizio l'Operazione Husky. Alle ore 2:45 del 10 luglio 1943, la 3ª divisione alleata sbarcò a ovest della città di Licata nelle spiagge di Torre di Gaffe e Mollarella Poliscia; nella mattinata del 10 luglio 1943 la città fu conquistata

## Geografia
L'isolotto, che è poco più di uno scoglio, è diviso dalla terraferma soltanto da 120 metri; esso è prospiciente l'arenile della spiaggia della Rocca e Pisciotto, in territorio di Licata, che è allo sbocco dell'Imera meridionale.
È una zona di mare molto conosciuta, bella e pescosa, caratterizzata dall'acqua molto pulita e cristallina. L'isolotto è ricoperto da una tipica macchia ed è popolato da gabbiani e colombi.
La spiaggia antistante l'isolotto è riparata da una parete di arenaria, alta circa 10 metri, ed è ricoperta da fitti canneti.
Dall'isolotto ha inizio il golfo di Gaffe, che prosegue ad ovest con una secca di cento metri ed un fondale di 10 metri, ricco di flora (Posidonia oceanica) e fauna marina: saraghi, ricciole, sardine, branzini, aragoste, occhiate, polpi e rari gronchi.
Sul fondo del mare, tra gli scogli, è stata collocata una madonnina; esattamente nello luogo dove sono stati ritrovati cannoni e colubrine di antichi velieri commerciali, affondati dopo essersi incagliati nella secca non visibile, mentre cercavano riparo dal mal tempo.
Nelle vicinanze si trovano alcune attività ricreative.